# خیسکلارنی
خیسکلارنی (به اسپانیایی: Gisclareny) یک شهرستان در اسپانیا است که در استان بارسلون واقع شده‌است.

## خصوصیات
خیسکلارنی ۳۶٫۴۷ کیلومترمربع مساحت و ۳۴ نفر جمعیت دارد و ۷۲۹ متر بالاتر از سطح دریا واقع شده‌است.